# Fundació Aspronis
La Fundació Aspronis és una entitat sense ànim de lucre dedicada a l'atenció de persones amb discapacitat intel·lectual. Duu a terme diverses activitats des del club esportiu El Vilar i les fundacions Aspronis i El Vilar.
L'entitat va començar a treballar el 3 de març del 1967 amb una aula del Joaquim Ruyra i set alumnes. A finals del 1968 va començar a elaborar un primer cens en aquell moment inexistent de persones amb discapacitat intel·lectual. El 1972 va haver de deixar els locals de l'escola Joaquim Ruïra per fer les primeres classes. Els cedeix una aula el grup Valldoritg i el curs 1973-1973 fan les primeres classes de logopèdia i psicomotricitat. L'octubre del 1971 van començar a fer un seguit de gales benèfiques per aconseguir fons per poder tirar endavant l'entitat, uns sopars que es van fer a l'Hotel Santa Marta durant diversos anys. El 1973 es van aprobar els estatuts de l'entitat.
Va rebre la Creu de Sant Jordi l'any 2019 "pel seu treball continuat i la seva reeixida tasca, al llarg de cinquanta anys, especialment a les comarques del nord del Maresme i de la Selva, a fi que les persones de totes les edats amb discapacitat intel·lectual i del desenvolupament, els col·lectius vulnerables i en risc d'exclusió social, així com llurs entorns familiars, puguin gaudir d'unes condicions òptimes de qualitat de vida, d'igualtat d'oportunitats i puguin participar com a ciutadanes de ple dret en la societat".